# Жерносеков, Илья Дмитриевич
Илья Дмитриевич Жерносеков (1922 год, Швенченас, Литва — дата и место смерти не известны) — бурильщик, Герой Социалистического Труда (1961). Заслуженный горняк Казахской ССР.

## Биография
Родился в 1922 году в селе Швенченас, Литва. С 1945 года работал на каменоломнях в Вильнюсской области. В 1951 году переехал в Казахскую ССР, где стал работать бурильщиком на Миргалимсайском руднике Ачисайского полиметаллического комбината Чимкентской области. Позднее был назначен бригадиром бурильщиков.
Бригада Ильи Жерносекова ежедневно выполняла план на 130—137 %. В 1956 году бригада бурильщиков довела ежемесячную добычу руды до 57 тысяч тонн. За эти достижения Илья Жерносеков удостоен в 1961 году звания Героя Социалистического Труда.

## Награды
- Герой Социалистического Труда — указом Президиума Верховного Совета СССР от 9 июня 1961 года;
- Орден Ленина (1961).